# (33335) Guibert
1998 VQ4 (asteroide 33335) é um asteroide da cintura principal. Possui uma excentricidade de 0.16339260 e uma inclinação de 1.99324º.
Este asteroide foi descoberto no dia 11 de novembro de 1998 por ODAS em Caussols.